# Stathis Topalidis
Efstathios Topalidis (* 12. října 1978 Athény) je bývalý řecký zápasník–volnostylař a klasik.

## Sportovní kariéra
Jeho rodina pontských Řeků (původem z Giresunu) imigrovala do Řecka v šedesátých letech dvacátého století z dnešního Kazachstánu. Jeho strýcem je známý řecký zápasník Babis Cholidis. Připravoval se v populárním athénském klubu Atlas Kalitheas. Zápasit začal relativně pozdě v 15 letech. V řecké reprezentaci se prosadil ve volném stylu, který nemá v Řecku tradici na rozdíl od řecko-římského stylu. V roce 2000 se ve váze do 130 kg kvalifikoval na olympijské hry v Sydney, kde nepostoupil ze základní skupiny přes Íránce Abbáse Džadídího. V roce 2004 prohrál nominaci na domácí olympijské hry v Athénách s lariským Nestorasem Badzelasem. Sportovní kariéru ukončil v roce 2012. Žije v athénské čtvrti Acharnes.

## Výsledky
| Turnaj             | 1997 | 1998 | 1999 | 2000 | 2001 | 2002 | 2003 | 2004 | 2005 | 2006 | 2007 |  |
| Turnaj             | 19   | 20   | 21   | 22   | 23   | 24   | 25   | 26   | 27   | 28   | 29   |  |
| Turnaj             | -130 | -130 | -130 | -130 | -130 | -120 | -120 | -120 | -120 | -120 | -120 |  |
| ------------------ | ---- | ---- | ---- | ---- | ---- | ---- | ---- | ---- | ---- | ---- | ---- |  |
| Olympijské hry     |      |      |      | úč.  |      |      |      | —    |      |      |      |  |
| Mistrovství světa  | —    | —    | —    |      | —    | —    | 5.   |      | —    | —    | úč.  |  |
| Mistrovství Evropy | —    | úč.  | úč.  | —    | —    | —    | —    | —    | 3.   | —    | —    |  |
| MS juniorů         | úč.  | úč.  |      |      |      |      |      |      |      |      |      |  |
| ME juniorů         | 4.   | 4.   |      |      |      |      |      |      |      |      |      |  |